# Andreas Gottsmann
Andreas Gottsmann (* 12. Dezember 1961 in Wien) ist ein österreichischer Historiker und Politologe, zudem Direktor des Österreichischen Historischen Instituts in Rom und am Institut für die Erforschung der Habsburgermonarchie und des Balkanraumes (ihb) mit der Herausgabe des Bandes zur Kulturgeschichte in der Reihe „Die Habsburgermonarchie 1848–1918“ betraut.

## Werdegang
Nach einem Studium der Geschichte und der Politikwissenschaften an der Universität Wien war er von 1989 bis 2022 am Österreichischen Ost- und Südosteuropainstituts bei der Edition der Protokolle des österreichischen Ministerrats 1848–1866 tätig und forschte zudem zur österreichischen Verwaltung in Venetien zwischen 1859 und 1866. Er wechselte anschließend als Mitarbeiter zur Kommission für die Geschichte der Habsburgermonarchie und war zugleich am Institut für Neuzeit- und Zeitgeschichtsforschung tätig. Zwischen 2002 und 2007 war er Assistent im Bereich Neuzeit und Zeitgeschichte am Österreichischen Historischen Institut in Rom. Nach seiner Habilitation für österreichische Geschichte an der Universität Wien im Jahr 2009 und einer Gastprofessur ebendort für die österreichische Geschichte des 19. und 20. Jahrhunderts 2010/11 ist er seit 2013 Direktor des Österreichischen Historischen Instituts in Rom.
Seit 2014 ist er Herausgeber der Römischen Historischen Mitteilungen, einer geschichtswissenschaftlichen Fachzeitschrift, die seit 1958 erscheint.

## Forschungsschwerpunkte
Gottsmann forscht zur Habsburgermonarchie und Italien im 19. und in der ersten Hälfte des 20. Jahrhunderts.

## Veröffentlichungen (Auswahl)
- Der Reichstag von Kremsier und die Regierung Schwarzenberg. Die Verfassungsdiskussion des Jahres 1848 im Spannungsfeld zwischen Reaktion und nationaler Frage. Wien, München: Verlag für Geschichte und Politik – Oldenbourg 1995.

- Venetien 1859–1866. Österreichische Verwaltung und nationale Opposition. Wien: Verlag der Österreichischen Akademie der Wissenschaften 2005 (Zentraleuropastudien 8).

- Rom und die nationalen Katholizismen in der Donaumonarchie. Römischer Universalismus, habsburgische Reichspolitik und nationale Identitäten 1878–1914. Wien: Verlag der Österreichischen Akademie der Wissenschaften 2010 (Publikationen des Historischen Instituts beim Österreichischen Kulturforum in Rom, Abhandlungen 16).

- Staatskunst oder Kulturstaat? Die Kunstpolitik im Selbstverständnis der Donaumonarchie. Wien, Köln und Weimar 2017 (Schriftenreihe des Österreichischen Historischen Instituts in Rom 1).